# Vystavka
Vystavka (en rus: Выставка) és una localitat rural al selsoviet de Votlazhemsky, al districte de Kotlassky de l'óblast d'Arkhànguelsk, Rússia. La població era de 171 el 2010.
És la localitat rural més gran del selsoviet (municipi), que el 2005 tenia 202 habitants.
En el marc de les divisions municipals, el poble forma part de l'assentament rural de Cheryomushskoye des del 2006.
El vilatge té una església barroca del 1753 que va tancar el 1932 i que, des d'aleshores, ha quedat abandonada.